# Мимьё, Иветт
Иветт Мимьё (англ. Yvette Mimieux, (8 января 1942, Голливуд, Калифорния — 17 января 2022, Лос-Анджелес, Калифорния) — американская актриса, трижды номинант на премию «Золотой глобус».
Мимьё родилась и выросла в Лос-Анджелесе в семье француза и мексиканки. Прежде чем в 1959 году подписать контракт с Metro-Goldwyn-Mayer, Мимьё участвовала в нескольких конкурсах красоты. Её дебют состоялся в фильме «Платиновая средняя школа», за роль в котором она номинировалась на премию «Золотой глобус». Затем она снялась в фильмах «Машина времени» (1960), «Там, где ребята» (1960), «Четыре всадника Апокалипсиса» (1962), «Свет на площади» (1962), «Чудесный мир братьев Гримм» (1962), «Алмазная коронка бура» (1963), «Игрушки на чердаке» (1963), «Радость поутру» (1965), «Награда» (1965), «Темнота солнца» (1968), «Трое на чердаке» (1968), «Угонщик самолётов» (1972) и «Чёрная дыра» (1979).
На телевидении Мимьё снялась в недолго просуществовавшем сериале ABC «Наиболее смертельные игры» (1970—1971), который принес ей номинацию на «Золотой глобус». В ходе 1970-х и 1980-х она также снялась в серии сделанных для телевидения фильмов. В 1985 году она снялась в провальной прайм-тайм мыльной опере NBC «Берренджеры».